# 나이지리아의 대외 관계
독립 이후, 자자 와추쿠가 초대 외교 및 영연방 관계부 장관으로 임명되면서 나이지리아의 외교 정책은 지역 강국으로서 아프리카에 중점을 두고 아프리카의 통일과 독립, 평화적 분쟁 해결, 다른 국가의 내정에 대한 비동맹 및 비의도적 간섭, 지역 경제 협력 및 발전 등 여러 기본 원칙을 준수하는 것이 특징이다. 이러한 원칙을 이행하기 위해 나이지리아는 아프리카 연합, 서아프리카 경제 공동체(ECOWAS), 비동맹 운동, 영연방, 유엔에 참여하고 있다.

## 각국별 대외 관계

### 아메리카

#### 미국
양국은 1960년 10월 1일에 외교 관계를 수립했다.
1993년 6월 12일, 이후 나이지리아 대통령 선거가 무효화되었고, 인권 침해와 의미 있는 민주적 전환을 시작하지 못한 점을 고려하여 미국은 나이지리아에 수많은 제재를 가했다. 이러한 제재에는 나이지리아의 민주주의 전환을 방해하는 정책을 수립, 시행 또는 혜택을 받은 고위 정부 관리 및 기타 사람들의 미국 입국을 거부하는 이민 및 국적법 제212조(f) 조항의 부과, 모든 군사 지원 중단, 나이지리아에 대한 군수품 및 정유 서비스 판매 및 수리 금지 등이 포함되었다. 미국 대사는 1995년 11월 10일 오고니 나인이 처형된 후 4개월 동안 협의를 위해 소환되었다.

### 아시아

#### 대한민국
양국은 1980년 1월 22일에 외교 관계를 수립했다.

### 아프리카

#### 가나
가나는 나이지리아가 여전히 종속된 영토였던 1959년에 위원회를 설립했다. 이 위원회는 1960년 10월 1일, 나이지리아의 독립이 이루어짐에 따라 고등사무소 지위로 승격되었다.

#### 베냉
양국은 1961년 9월 12일, 다호메이 공화국 (현 베냉)의 대리인으로 나이지리아의 오베드 페수로 임명되면서 외교 관계를 수립했다.

#### 카메룬
석유가 풍부할 가능성이 있는 바카시반도를 둘러싼 카메룬과의 오랜 국경 분쟁은 2002년 국제사법재판소의 결정으로 해결되었으며, 카메룬은 이 지역에 대한 소유권을 부여하고 2006년 그린트리 협정에 서명하여 2008년 바카시반도에서 나이지리아군을 철수시키고 2013년 8월, 카메룬이 완전한 행정 통제를 맡게 되었다. 나이지리아는 1998년 말 약 150명의 카메룬 전쟁 포로를 석방했다.

### 유럽

#### 영국
나이지리아는 1960년 10월 1일에 영국과 외교 관계를 수립했다.
영국은 나이지리아가 완전한 독립을 이룬 1862년부터 1960년까지 나이지리아를 통치했다.
양국은 영연방, 국제형사재판소, 세계무역기구의 공통 회원국이다. 양국은 개발 파트너십, 이중 과세 협정, 무역 및 투자 강화 파트너십, 투자 협정, 안보 및 방위 파트너십을 맺고 있다.